# Mansour al-Thagafi
Mansour al-Thagafi, né le 14 janvier 1979, est un footballeur saoudien.